# East Staffordshire
East Staffordshire ist ein Borough in der Grafschaft Staffordshire in England. Verwaltungssitz ist die Stadt Burton-upon-Trent, in der mehr als die Hälfte der Bevölkerung lebt. Weitere bedeutende Orte sind Barton-under-Needwood, Tutbury und Uttoxeter.
Der Bezirk wurde am 1. April 1974 gebildet und entstand aus der Fusion des County Borough Burton-upon-Trent, des Urban District Uttoxeter sowie der Rural Districts Tutbury und Uttoxeter.

## Partnerschaften
Seit 1992 besteht eine Partnerschaft mit der Stadt Lingen (Ems) in Niedersachsen. Die Partnerschaft hat Lingen 1982 ursprünglich mit Burton upon Trent geschlossen, sie aber später auf East Staffordshire erweitert.